# Trono (angelología)

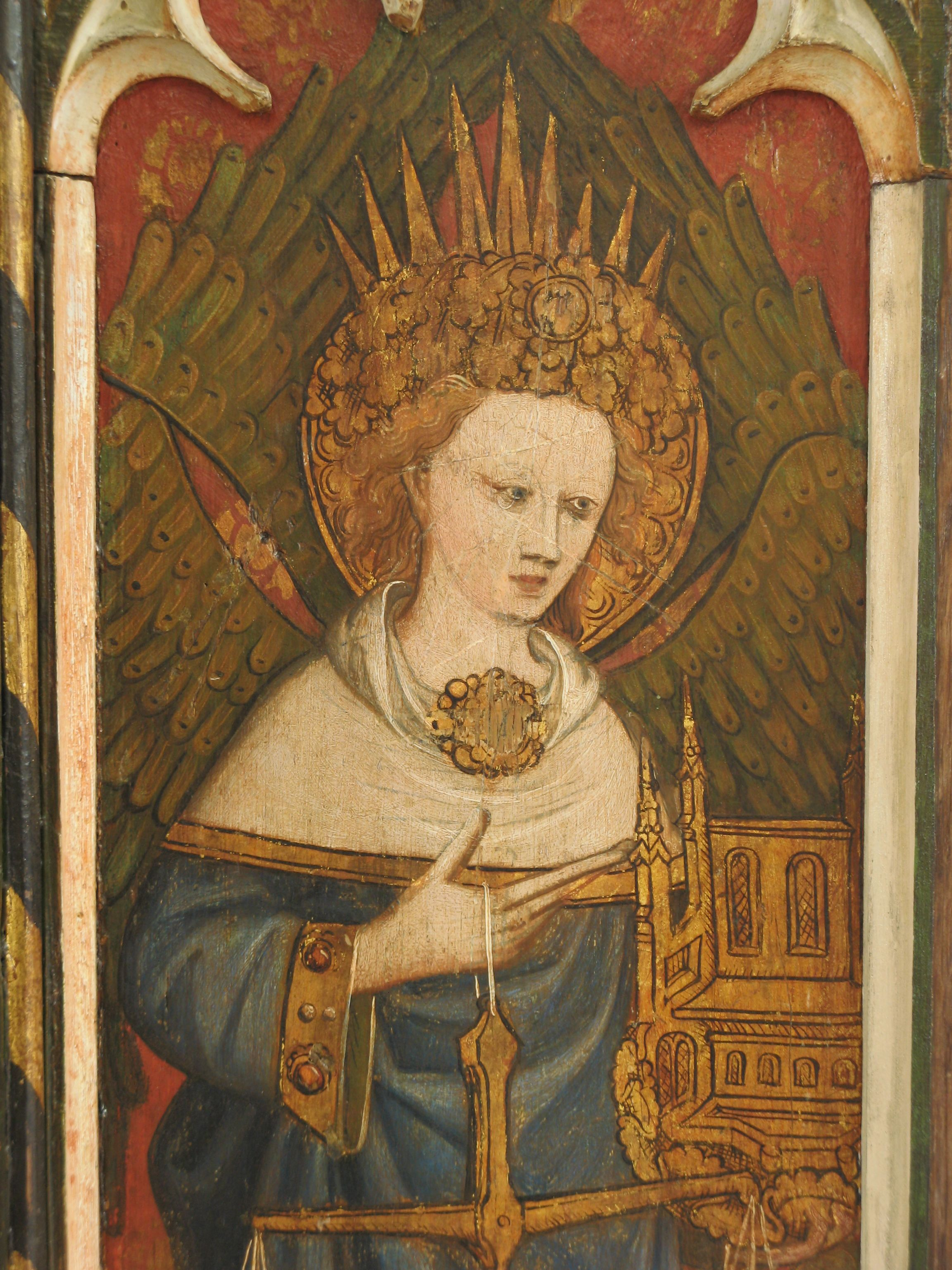
Trono en el coro alto de Barton Turf, Norfolk, U.K.

Un trono, en ocasiones identificado con los Ofanim, es en teología cristiana un espíritu celeste cuyo conjunto forma el tercero de los coros, o tipos, de la categoría de ángeles más elevada, tras los serafines y querubines. Sostienen el trono de Dios, que dirige directamente su categoría, y transmiten su voluntad a las demás. Suelen ser representados con alas multicolores.
A los discípulos de Jesucristo, a los llamados apóstoles del cordero se les ofrecen doce tronos para gobernar. De manera que son niveles de reyes sobre los hombres.
Los tronos en ocasiones se suelen relacionar con ángeles que toman formas de tronos u objetos similares que suelen tener ojos mas no hay evidencia en la Biblia de esto. Sin embargo, si se ocupa la palabra trono que algunos la interpretan como una forma de llamar no a tronos normales sino a los ángeles que han tomado esta forma, también otros textos que algunos grupos cristianos consideran sagrados incluyen a estos ángeles y a otros.